# Личинкотерапія

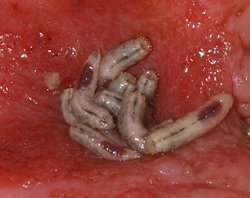
Личинки «вишкрябують» залишки мертвих тканин на рані

Личинкотерапія[джерело?] (англ. maggot therapy) — метод очищення відкритих ран за допомогою личинок деяких мух, наприклад, синьої або зеленої м'ясної мухи. У США цей метод отримав назву «Maggot debridement therapy» (очищувальна личинкова терапія), у Великій Британії — «Biosurgery» (біохірургія).
Личинки каліфорид харчуються мертвою тканиною, вони не мають зубів і не кусаються, тому що використовують екстракорпоральне попереднє травлення (позатравне травлення) — вони виділяють травні соки для розрідження їжі, яку потім вживають. Личинки використовуються або у вільному розташуванні в рані, або у вигляді марлевого мішка, що міститься на рану, через яку відбувається харчування личинок, однак такий спосіб значно знижує ефект.
Відомо, що цей метод застосовувався ще за правління Наполеона. Формально — спосіб лікування опаришами був відкритий у Першу світову війну доктором Вільямом Байєром з медичної школи Джонса Хопкінса в Балтіморі. Він описав випадок, коли на полі бою санітари знайшли двох поранених солдатів, які залишалися без лікування близько доби. Коли з них зняли одяг, то в ранах виявили тисячі личинок, проте в ранах тканини були чисті і рожеві.
Існує поширене упередження, що личинка може «заживо поїдати» тіло людини або тварини, проте, насправді, опариші харчуються тільки омертвілими тканинами, і їхнє масове поширення на тілі ще живої людини або тварини говорить про важке ураження частини тіла некрозом. Личинки уповільнюють процес гниття, живлячись омертвілими тканинами, і не чіпаючи живих.
Опариш виділяє природний антибіотик сератицин, який дозволяє личинці спокійно харчуватися мертвими тканинами, що містять небезпечні бактерії і одночасно дезінфікувати живі тканини тварини/людини, перешкоджаючи їх подальшому гниттю. Крім того, личинки здатні зупиняти подальші запальні процеси, вони виділяють алантоїн — речовину, яка перешкоджає роботі рядів білків, що викликають запальну реакцію в тканинах. Пригнічення імунітету дозволяє опаришам спокійно харчуватися омертвілими тканинами без ризику бути атакованими імунною системою живого організму.
Метод втратив популярність у зв'язку з відкриттям антибіотиків.

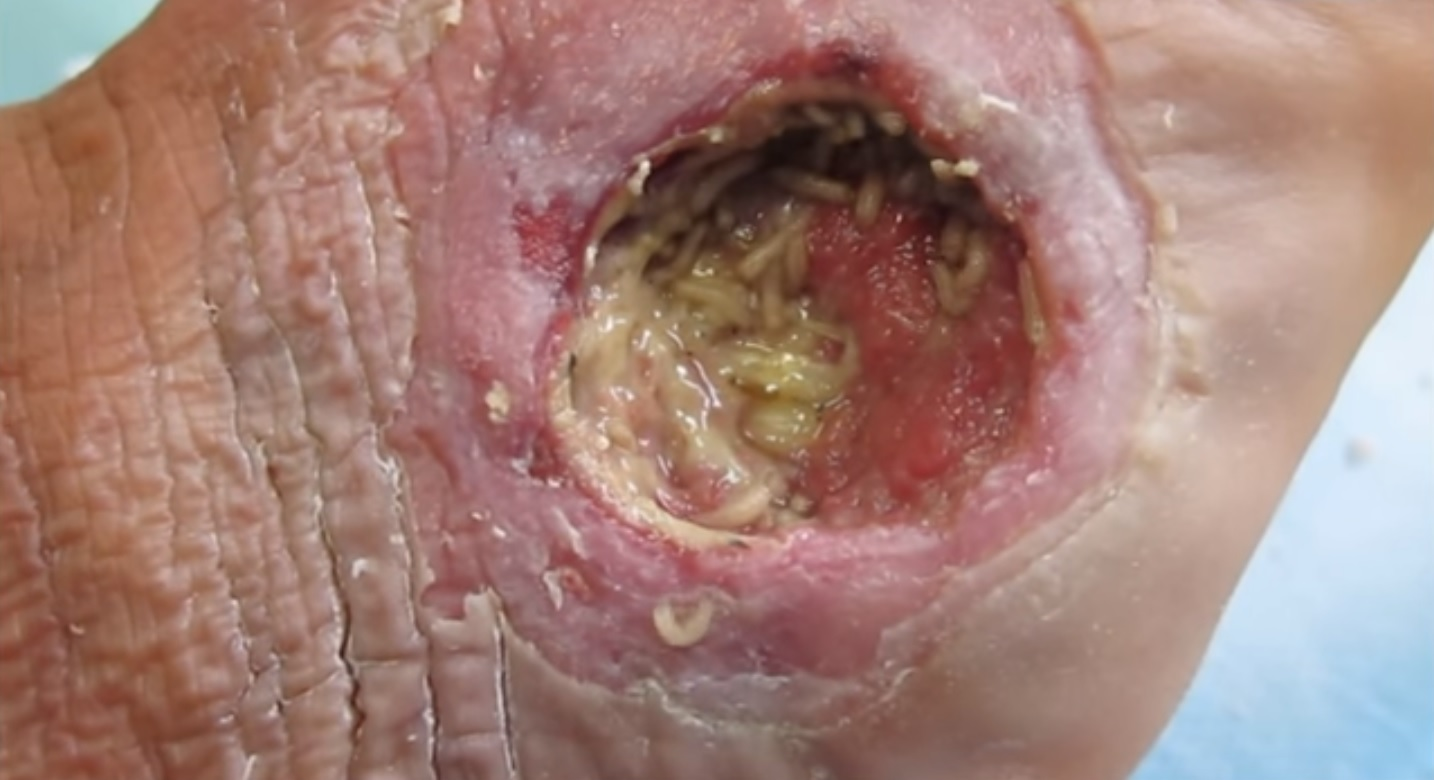
Личинкова терапія діабетичної стопи

## Хірургічні личинки
Для личинкотерапії використовуються спеціально вирощені личинки певних видів мух (родів Lucilia, Calliphora), достатньо ефективним виявилось для лікування інфікованих ран у хворих із цукровим діабетом.
Частина науковців, пропонує вирощувати стерильні личинки певних видів мух, позаяк «природні» мухи можуть бути небезпечними і здатними занести патогенні мікроби в рану[джерело?].
Комахи виробляють дуже велику кількість антимікробних та фунгіцидних пептидів, перебуваючи у первинному септичному осередку (септичній травмі). Вони вибірково реагують на різні групи мікроорганізмів, найпростіші гриби, а також грампозитивні та грамнегативні бактерії.
Хірургічні личинки з давніх часів використовувалися для загоєння та стерилізації ран. За часів Кримської війни ці личинки активно використовували хірург М. І. Пирогов.[джерело?]
З клітин хірургічних личинок синьої м'ясної мухи Calliphora vicina у відповідь на бактеріальне зараження було виділено комплекс антимікробних пептидів FLIP7 (англ. Fly Larvae Immune Peptides).